# Nadłymanśke
Nadlymanśke (ukr. Надлиманське, ros. Надлиманское) – wieś na Ukrainie, w obwodzie odeskim, w rejonie odeskim, nad limanem Dniestru.
Do wsi przylega Dolnodniestrzański Park Narodowy.